# 龙溪乡 (庆元县)
龙溪乡，是中华人民共和国浙江省丽水市庆元县下辖的一个乡镇级行政单位。

## 行政区划
龙溪乡下辖以下地区：
西溪村、后洋坑村、铁岙村、岚头村、荡口村、冯家山村、岙里村、鱼川村、转水村、陈家岭村、交溪村和大毛坪村。